# エヴァ (ナイトウィッシュの曲)
「Eva」（エヴァ）は、Nightwishがリリースしたアルバム『ダーク・パッション・プレイ』からの1枚目のシングル。新規加入したアネット・オルゾンが参加して初のリリースとなった。「Eva は、穏やかで、悲しく、感動的な歌」とオルゾンは2007年5月13日の手記に書いている。
このシングルはインターネットとラジオのみで2007年5月25日にリリースされた。本来は新シンガーのオルゾンの披露と同時に30日にリリースされる予定だったが、23日に情報がリークされたため、24日にオルゾンの情報が公式サイトに掲載され、翌25日にシングルがリリースされた。

## 演奏者
- アネット・オルゾン - 歌
- ツォーマス・ホロパイネン - キーボード
- エンプ・ヴオリネン - ギター
- ユッカ・ネヴァライネン - ドラムス
- マルコ・ヒエタラ - ベース、歌